# Sammy Fabelman
Samuel "Sammy" Fabelman è il protagonista del film semi-autobiografico di Steven Spielberg del 2022 The Fabelmans, che Spielberg ha scritto insieme a Tony Kushner. Un giovane adolescente ebreo americano che aspira a diventare un regista, è vagamente ispirato allo stesso Spielberg ed è stato interpretato nel film da Gabriel LaBelle, che ha vinto il Critics' Choice Movie Award come miglior giovane interprete per la sua interpretazione.

## Biografia del personaggio
Sammy è il figlio maggiore della famiglia Fabelman, composta da sua madre Mitzi, padre Burt e le sorelle minori Reggie, Natalie e Lisa. Le sue nonne Hadassah Fabelman e Tina Schildkraut , di solito visitano la famiglia per piccole cene e occasioni speciali. Come Spielberg, è la sua prima uscita al cinema nel gennaio 1952, quando i suoi genitori lo portarono all'età di 7 anni a vedere Il più grande spettacolo del mondo di Cecil B. DeMille, dove scopre la sua passione e il suo amore per il cinema. Questo lo porta a ricreare la famosa sequenza del disastro ferroviario del film con il suo modellino di trenino che riceve per Hanukkah quello stesso anno, e con ciò inizia a realizzare film tutti suoi man mano che cresce.
Durante la sua permanenza in Arizona, Sammy, all'età di 16 anni, viene influenzato da L'uomo che uccise Liberty Valance (1962) di John Ford mentre lo guarda con il suo gruppo di boy scout, che poi lo aiutano a realizzare un cortometraggio da 8 mm ispirato ad esso intitolato Gunsmog, che gli vale un distintivo al merito per la fotografia. Lo aiutano anche a realizzare un cortometraggio sulla Seconda Guerra Mondiale intitolato Escape to Nowhere, che si traduce in una risposta emotiva da parte della sua famiglia e dei suoi amici alla proiezione del film durante un'assemblea. Tuttavia, scopre durante il montaggio del filmato che ha girato di un viaggio di famiglia in campeggio che Mitzi ha avuto una relazione con il fedele amico e collega di Burt Bennie Loewy (Seth Rogen), che è stato spesso visto come uno zio surrogato di Sammy e delle sue sorelle. Questa rivelazione porta la sua produzione cinematografica a una battuta d'arresto che continua con il trasferimento della sua famiglia a Saratoga, in California.
È lì quando inizia a frequentare la Grand View High School e diventa il bersaglio di due atleti, Logan Hall e Chad Thomas, che gli rivolgono abusi antisemiti. Successivamente finisce per uscire con la devota cristiana Monica Sherwood, che gli chiede di filmare il Senior Ditch Day della scuola, un'offerta che alla fine accetta quando lei dice che suo padre gli presterà la sua macchina fotografica Arriflex da 16 mm. Dopo essersi trasferiti da un appartamento in affitto alla loro nuova casa, Mitzi e Burt annunciano il loro divorzio, che lascia la famiglia, in particolare Sammy, con il cuore spezzato. Al ballo di fine anno, lui e Monica si lasciano dopo che quest'ultima rivela che non può mettere da parte i suoi piani di frequentare la Texas A&M University per unirsi a lui a Hollywood. Il film "Ditch Day" viene proiettato e riceve una risposta entusiastica dai suoi colleghi, ma più tardi Logan, non contento del modo in cui lo ha rappresentato positivamente, affronta Sammy sulla questione. I due alla fine giungono a un'intesa quando Logan combatte Chad quando cerca di attaccare Sammy. Promettono di mantenere segreta la sua reazione, con Sammy che scherzosamente risponde "A meno che non faccia un film al riguardo... cosa che non farò mai e poi mai".
Un anno dopo, Sammy vive con Burt a Hollywood, dove fatica a trovare lavoro e pensa di abbandonare il college, finché non riceve un'offerta dalla CBS per lavorare su Hogan's Heroes. Burt accetta finalmente la passione di suo figlio dopo aver visto una fotografia di Mitzi e Bennie insieme nella loro nuova vita. Bernard Fein, il co-creatore dello spettacolo, vede le aspirazioni di Sammy e lo invita a incontrare lo stesso John Ford, che dà a Sammy una lezione sull'inquadratura. Cambiato dall'esperienza, Sammy continua felicemente a seguire il suo sogno.

## Concezione e sviluppo
Il personaggio di Sammy Fabelman è vagamente basato sullo stesso Steven Spielberg, con alcuni elementi immaginari creati per farlo sembrare più originale. I suoi genitori e le sue sorelle sono basati sulla madre di Spielberg, Leah Adler, sul padre Arnold Spielberg e sulle sorelle Anne, Sue e Nancy, mentre il suo prozio Boris Podgorny (Judd Hirsch), che gli fa un monologo fondamentale sul compromesso della sua famiglia con l'arte e su come i due gli aspetti continueranno ad essere completamente in disaccordo, era basato sull'omonimo prozio di Spielberg. Sul significato del cognome "Fabelman", Kushner (che ha inventato quel nome) ha detto: "Spielberg significa montagna dei giochi; 'spieler' è un attore in yiddish, e un 'spiel' può essere un discorso o può essere un recita... Volevo avere un po' di quel significato, e mi è sempre piaciuta la parola tedesca "fabel", che significa favola. E poiché il film è autobiografico per Steven ma non è un'autobiografia, non è un documentario, quindi c'è anche un elemento immaginario. Quindi ho pensato che 'Fabelman' fosse un cenno a questo".
Gabriel LaBelle, scelto tra oltre 2.000 candidati per interpretare il ruolo, ha descritto che la maggior parte degli eventi e delle situazioni che Sammy affronta nel film sono accaduti a Spielberg nella vita reale, in particolare il bullismo antisemita e il suo incontro con John Ford. L'esordiente Mateo Zoryan Francis-DeFord interpreta il personaggio all'inizio del film quando è bambino. Durante la scelta del ruolo, Spielberg ha rivelato che è stato il più difficile, dicendo: "La sfida di scegliere attori per interpretare i miei genitori non è stata così difficile come scegliere qualcuno per rappresentare me stesso... Posso essere obiettivo riguardo a mia madre e mio padre, ma nessuno può essere davvero obiettivo riguardo a se stesso. Gabe era più l'io della mia immaginazione, molto più figo di quanto avessi mai pensato di essere alla stessa età".

## Caratterizzazione
Eric Langberg di /Film ha descritto Sammy come un ragazzo comprensivo, molto creativo e che si sforza di farsi strada da zero come giovane regista per realizzare le sue aspirazioni. Kole Lyndon Lee di ScreenCraft e Ronald Meyer di Collider hanno notato che la passione del personaggio per il cinema è il suo modo per sfuggire alle sue lotte personali a casa e a scuola in modo simile alla rappresentazione sullo schermo dell'uso delle sue azioni da parte del truffatore Frank Abagnale. sfuggire alla propria realtà in seguito alla rottura dei suoi genitori in Prova a prendermi (2002) di Spielberg, riflettendo le possibili ragioni per cui Spielberg potrebbe essere stato attratto da quel film.
Per interpretare la parte, LaBelle si è tagliato e stirato i capelli e ha tentato di copiare la camminata di Spielberg, i movimenti delle mani e il modo in cui sorrideva per rendere il personaggio più simile alla sua ispirazione mantenendolo fresco e nuovo. Ha anche imparato a filmare sul set con le fotocamere da 8 mm e 16 mm, che contenevano vera pellicola al loro interno, e come tagliare e unire la pellicola utilizzando le macchine per il montaggio cinematografico e i proiettori degli anni '50 e '60.

### Somiglianze e differenze con Steven Spielberg
Sebbene il film sia strettamente legato agli eventi della vita di Spielberg, alcuni elementi sono stati creati esclusivamente per aggiungere alla finzione della storia, in particolare la creazione di Monica Sherwood come fidanzata di Sammy. Spielberg, come Sammy, scoprì la relazione di sua madre all'età di 16 anni e la tenne segreta alla sua famiglia prima che Leah e Arnold divorziassero. È stato anche affermato da alcuni compagni di classe di Spielberg della Saratoga High School che alcune scene scolastiche non si sono svolte esattamente nella vita reale come nel film. Un compagno di classe, Phil Pennypacker, ha rivelato che non erano gli atleti a dare la caccia a Spielberg ma "un gruppo di persone tipo club automobilistico; indossavano giacche distintive e guidavano macchine a motore".
Tuttavia, Spielberg disse in un'intervista per il New York Times nel 1993 mentre promuoveva Schindler's List che erano stati effettivamente due studenti in particolare a maltrattarlo a scuola, ma non rivelarono la loro vera identità. Ed Potton del Times ha notato che la "scena del corridoio" tra Sammy e Logan era diversa da come si è svolto l'incontro finale nella vita reale, con Spielberg che ha detto che il bullo "si è presentato come una persona cambiata". Day") lo aveva fatto ridere e desiderava conoscermi meglio." Angelo, il boy scout che Sammy ha interpretato nel protagonista di Fuga verso il nulla mentre viveva a Phoenix, è stato anche un aggressore nei confronti di Spielberg nella vita reale invece di essere un suo amico come si vede nel film.

## Accoglienza
Il personaggio di Sammy Fabelman è stato accolto positivamente, con il ritratto di Gabriel LaBelle che ha ottenuto ampi consensi dalla critica. Pete Hammond di Deadline Hollywood ha descritto la performance di LaBelle come "sensazionale in tutto, un giovane con un amore per il cinema, ma torturato dai dolori della crescita e da una famiglia alla deriva". Ryan McQuade di Awards Watch ha definito la performance di LaBelle la migliore nel cast e ha elogiato il personaggio di Sammy come "qualcuno di cui possiamo fidarci e con cui possiamo connetterci mentre vediamo svolgersi la sua storia". Brian Truitt di USA Today ha detto che LaBelle "tocca le corde del tuo cuore mentre il cinema del suo personaggio, questo sforzo che adora, diventa l'obiettivo di un segreto che crea una spaccatura tra i suoi cari", relazionandosi positivamente a come varie scene rendono gli spettatori guardare il film diventa l'occhio di Sammy per la telecamera.
È stata citata la "scena del corridoio" del confronto tra Sammy e Logan e il raggiungimento di un'intesa finale, che termina con Sammy che rassicura Logan che non dirà a nessuno della reazione di quest'ultimo al film "Ditch Day" a meno che non lo trasformi in un film. da alcuni critici come uno dei momenti migliori del personaggio nel film.
Per la sua interpretazione, LaBelle è stato riconosciuto come una stella nascente del TIFF 2022 al Toronto International Film Festival e ha vinto i premi per la performance rivoluzionaria dal National Board of Review (a pari merito con Danielle Deadwyler per Till) e come miglior giovane interprete al 28° Critics' Premi di scelta.